# Pleiotropi

Pleiotropi (fra græsk πλείων pleion, "mere", og τρόπος tropos, "måde") er et begreb inden for genetik, der dækker over at ét gen påvirker to eller flere tilsyneladende uafhængige fænotypiske træk. Derfor kan en mutation i et pleiotropisk gen have effekt på flere egenskaber samtidig. Dette kan vise sig ved sygdomme som Marfan syndrom eller Cystisk fibrose.